# René-Nicolas Levasseur
Pour les articles homonymes, voir Levasseur.
René-Nicolas Levasseur, seigneur de Saint-Armand (probablement né à Rochefort en 1705 ou en 1707 et mort à Aubagne le 2 août 1784) est chef de la construction navale royale française et inspecteur des bois et forêts au Canada.

## Biographie

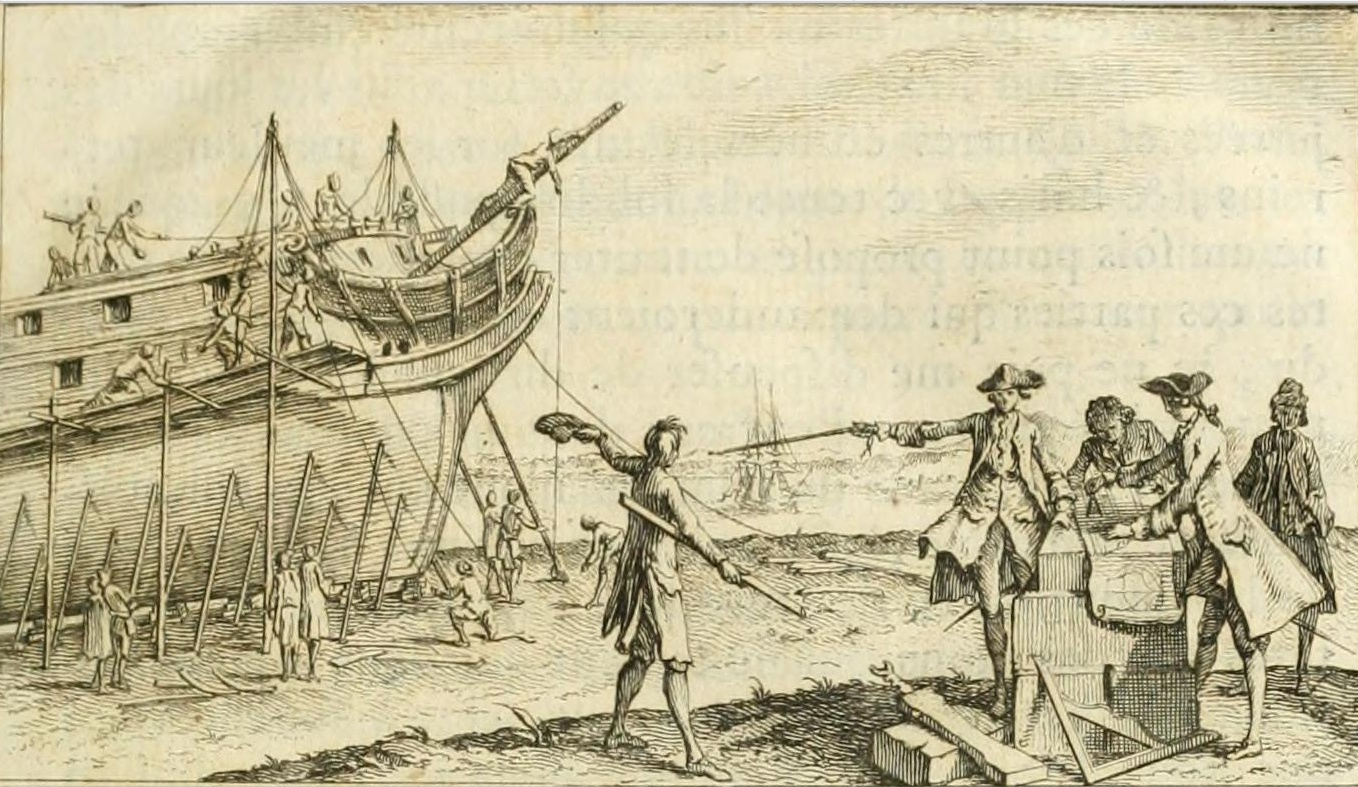
Ingénieurs navals au travail au milieu du XVIIIe siècle.

René-Nicolas Levasseur est le fils de René Le Vasseur, constructeur naval à Rochefort puis chef des constructions et radoubs de Toulon, et de Françoise Trenet. Il est le beau-frère de Jean-François de La Borde et l'oncle de René Armand Le Vasseur de Villeblanche.
Entré au service du roi comme sous-constructeur à Toulon en 1727, il y dirige la construction de l'Aquilon, navire de 40 canons, en 1733. 
En 1738, le ministre Maurepas concède aux autorités coloniales l'établissement des chantiers royaux de construction navale à Québec, dont il confie à Levasseur la direction des opérations. 
Il est nommé commissaire de la Marine le 21 mai 1764.

## Hommages
- Édifice René-Nicolas Levasseur, Québec

## Source
- Jacques Mathieu, « Levasseur, René-Nicolas », dans Dictionnaire biographique du Canada, vol. IV (1771-1800) (lire en ligne)
- Michel Vergé-Franceschi (dir.), Dictionnaire d'Histoire maritime, éditions Robert Laffont, coll. « Bouquins », 2002 (ISBN 2-221-09744-0)